# Johann Heinrich Abicht
Johann Heinrich Abicht (Volkstedt, 4 maggio 1762 – Vilnius, 28 aprile 1816) è stato un filosofo tedesco.

## Biografia
Sì laureò in filosofia all'Università di Erlangen nel 1786, conseguì il dottorato nel 1790 e nel corso dello stesso anno cominciò ad insegnare come professore aggiunto. Nel 1796 divenne professore ordinario.
Nel 1804 venne chiamato ad insegnare logica e metafisica all'Università di Vilnius.
Fu autore molto prolifico. La sua prima opera, del 1788 fu De philosophiae Kantianae ad theologiam habitu e - come si evince sin dal titolo - Abicher fu molto debitore a Immanuel Kant nella prima parte della sua vita. Nelle opere più mature si avvicinò invece alle posizioni di Karl Leonhard Reinhold.